# ای‌بی‌ای (تاریخچه ان‌بی‌ای)
اتحادیه بسکتبال آمریکا (ای‌بی‌ای) (انگلیسی: American Basketball Association) (ABA) یک لیگ حرفه‌ای بسکتبال بود که به مدت نه فصل از سال ۱۹۶۷ تا ۱۹۷۶ فعالیت می‌کرد. این لیگ در طول حیات خود به‌طور مستقیم با «اتحادیه ملی بسکتبال» (ان‌بی‌ای) که لیگی تثبیت‌شده‌تر بود، رقابت می‌کرد. ای‌بی‌ای دومین لیگ از دو لیگی بود که در دههٔ ۱۹۶۰ پس از لیگ بسکتبال آمریکا (ABL) تأسیس شد و در مقایسه، رقیب موفق‌تری برای ان‌بی‌ای محسوب می‌شد.
ای‌بی‌ای و ان‌بی‌ای از سال ۱۹۷۰ مذاکرات ادغام را آغاز کردند، اما یک دادخواست انحصارشکنی از سوی اتحادیه بازیکان ان‌بی‌ای، این طرح را برای چند سال متوقف کرد. ای‌بی‌ای با اجرای طرح پرداخت مستمری، ستارگانی مانند ریک بری و بیلی کانینگهام را از ان‌بی‌ای جذب کرد و حتی داوران معتبر ان‌بی‌ای را به لیگ خود آورد.
در سال‌های پایانی لیگ، ستارگان جدیدی مانند آرتیس گیلمور، جرج گروین و جولیوس اروینگ ظهور کردند. تا پایان فصل ۷۶–۱۹۷۵، ای‌بی‌ای تنها به هفت تیم کاهش یافته بود که فقط شش تیم تا زمان مذاکرات ادغام دوام آوردند.
ادغام ای‌بی‌ای و ان‌بی‌ای در سال ۱۹۷۶ منجر به پیوستن چهار تیم (پیسرز، ناگتس، اسپرز و نتس) به ان‌بی‌ای شد. بازی نهایی ای‌بی‌ای در ۱۳ مه ۱۹۷۶ با پیروزی نیویورک نتس برابر دنور ناگتس به پایان رسید. در سال ۱۹۷۹، ان‌بی‌ای با الهام از ای‌بی‌ای، پرتاب سه‌امتیازی را معرفی کرد.
تیم ایندیانا پیسرز با ۳ قهرمانی پرافتخارترین تیم این لیگ محسوب می‌شود.